# ルナ郡 (ニューメキシコ州)
ルナ郡（Luna County）は、アメリカ合衆国ニューメキシコ州にある郡。2010年の人口は25,095人で、郡庁所在地はデミングである。

## 地理
総面積は7,680 km² (2,965 mi² )。陸地面積は7,680 km² (2,965 mi²)で、水面積は0 km² (0 mi²)で全体の0.01%である。

## 近接する郡
- シエラ郡 (ニューメキシコ州) - 北東
- ドニャアナ郡 (ニューメキシコ州) - 東
- グラント郡 (ニューメキシコ州) - 西
- ヒダルゴ郡 (ニューメキシコ州) - 西
- チワワ州(メキシコ) - 南

## 人口統計
以下は2000年国勢調査における人口統計データである。
基礎データ
- 人口: 25,016人
- 世帯数: 9,397世帯
- 家族数: 6,596家族
- 人口密度: 3/km² (8/mi²）
- 住居数: 11,291軒
- 住居密度: 1/km² (4/mi²)

人種別人口構成
- 白人: 74.30%
- アフリカン・アメリカン: 0.94%
- ネイティブアメリカン: 1.11%
- アジア人: 0.34%
- その他の人種:20.23%
- 混血(2人種間以上の): 3.08%
- ヒスパニック・ラテン系: 57.70%

世帯と家族（対世帯数）
- 全世帯数: 9,397世帯
- 18歳未満の子供がいる:33.90%
- 結婚・同居している夫婦: 53.60%
- 未婚・離婚・死別女性が世帯主: 12.40%
- 非家族世帯: 29.80%
- 単身世帯: 26.40%
- 65歳以上の老人1人暮らし: 14.00%
- 平均構成人数
  - 世帯: 2.64人
  - 家族: 3.20人

年齢別人口構成
- 18歳未満: 30.00%
- 18-24歳: 7.60%
- 25-44歳: 22.70%
- 45-64歳: 21.50%
- 65歳以上: 18.20%
- 年齢の中央値: 37歳
- 性比（女性100人あたり男性の人口）
  - 総人口: 95.20人
  - 18歳以上: 93.20人

収入と家計
- 収入の中央値
  - 世帯: 20,784米ドル
  - 家族: 24,252米ドル
  - 性別
    - 男性: 25,008米ドル
    - 女性: 16,883米ドル
- 人口1人あたり収入: 11,218米ドル
- 貧困線以下
  - 対家族: 27.20%
  - 対人口: 32.90%
  - 18歳未満: 46.80%
  - 65歳以上: 15.80%

## 主な市および町
- デミング
- Columbus
- Gage